# Arhipelaške vode
Arhipelaške vode su vode obuhvaćene arhipelaškim polaznim crtama bez obzira na njihovu dubinu ili udaljenost od obale. Na arhipelaškim vodama arhipelaška država proteže svoju suverenost, kao i na zračni prostor iznad njih, a i na njihovo dno i podzemlje i bogatstva koja oni sadrže.